# Ким Джусик
Ким Джусик, или Ким Джу Сик (кор. 김주식; род. 25 сентября 1992, Пхеньян, КНДР), — северокорейский фигурист, выступающий в парном катании. С Рём Дэок он — бронзовый призёр чемпионата четырёх континентов (2018), медалист турнира серии «Челленджер» Nebelhorn Trophy (2019) и участник Олимпийских игр в Пхёнчхане.
Ким и Рём — первая спортивная пара из Северной Кореи, завоевавшая медаль на соревнованиях под эгидой Международного союза конькобежцев.

## Карьера
Ким Джусик родился 25 сентября 1992 года в Пхеньяне. Встал на коньки и начал заниматься фигурным катанием в возрасте девяти лет. В свободное от катания время предпочитает чтение и прослушивание музыки, а также играет в футбол.
На раннем этапе карьеры выступал как одиночник, участвовал в чемпионате КНДР. Позже перешёл в парный разряд и начал кататься с Кан Гёнми. Они дебютировали на международном уровне, представив программы в рамках юниорского Гран-при в Германии. Национальный чемпионат 2013 года Ким и Кан завершили с бронзовыми наградами, а на следующий год стали четвёртыми. После двух совместных сезонов пара распалась.
В 2015 году пару фигуристу составила Рём Дэок, которая с предыдущими партнёрами также завоёвывала медали первенства КНДР. Их тренером стала Ким Хёнсон. В дебютном сезоне фигуристы стартовали на международных турнирах, так представили постановки на состязании серии Челленджер в Австрии и чемпионате четырёх континентов. В марте 2016 года ещё раз посетили Австрию и привезли бронзу с Кубка Тироля, проходившем в Инсбруке.
В сезоне 2016/2017 Ким и Рём одержали победы на турнире Asian Trophy и национальном первенстве. После чего отправились на Азиатские игры в Саппоро, где поднялись на третью ступень пьедестала, уступив лишь спортивным парам из сборной Китая. На чемпионате мира фигуристы заняли пятнадцатое место, среди двадцати восьми дуэтов.
Летом 2017 года перед началом олимпийского сезона они проходили подготовку в тренировочном лагере в Монреале под руководством Брюно Маркотта, наставника Меган Дюамель и Эрика Рэдфорда. Северокорейская пара также работала с сестрой Маркотта — Жюли, которая специализируется на хореографии и стала постановщиком их произвольной программы. Находясь в Канаде, Ким и партнёрша приняли участие в предсезоном турнире, в рамках которого заняли второе место, при этом в коротком и произвольном прокате обошли медалистов чемпионатов США и Канады. Полноценный соревновательный сезон начали на Челленджере Небельхорн, где разыгрывались последние квоты на Олимпиаду 2018 и они сумели набрать необходимую сумму баллов для квалификации на Игры. Перед поездкой в Южную Корею, Ким и Рём выступили на чемпионате четырёх континентов, завоевав бронзовые медали в отсутствии нескольких ведущих пар региона, и таким образом стали первой спортивной парой из Северной Кореи, завоевавшей медаль на соревнованиях под эгидой Международного союза конькобежцев. В феврале 2018 года на Олимпийских играх в Пхёнчхане фигуристы получили положительные оценки на восемнадцати из девятнадцати элементах, обновили личные рекорды за оба сегмента, и заняли место в середине турнирной таблицы с суммой баллов 193,63. Завершали сезон выступлением на чемпионате мира, где заняли двенадцатое место, расположившись вслед за чемпионами мира среди юниоров 2016 года Анной Душковой и Мартином Бидаржем.
В ноябре 2018 года дебютировали в серии Гран-при, выступив на этапах в Финляндии и Франции. На французском Гран-при по итогам короткого проката Ким и Рём занимали вторую строчку, но ошибки во второй день соревнований не позволили дуэту остаться на пьедестале. На внутренних первенствах они завоевали три золотые медали подряд (2017—2019). Ежегодное первенство мира завершили с лучшим результатом в совместной карьере — одиннадцатое место.
Начало нового сезона Ким и партнёрша провели на Челленджере Nebelhorn Trophy. Там, в первый день соревнований они показали четвёртый результат, но воспользовавшись ошибками соперников в произвольном прокате, поднялись на одну строчку и завоевали бронзовые медали. При этом, разница баллов от третьего до шестого места составила всего 1,32 балла. Первоначально, северокорейская пара была заявлена на два этапа Гран-при, однако снявшись с турнира во Франции, они выступили только в Китае, где финишировали на пятом (из восьми) месте. 

## Результаты
(с Рём Дэок)
| Соревнования                             | 15/16         | 16/17         | 17/18         | 18/19         | 19/20         |
| Международные                            | Международные | Международные | Международные | Международные | Международные |
| ---------------------------------------- | ------------- | ------------- | ------------- | ------------- | ------------- |
| Олимпийские игры                         |               |               | 13            |               |               |
| Чемпионаты мира                          |               | 15            | 12            | 11            |               |
| Чемпионаты четырёх континентов           | 7             |               | 3             | WD            |               |
| Этапы Гран-при: Cup of China             |               |               |               |               | 5             |
| Этапы Гран-при: Хельсинки                |               |               |               | 5             |               |
| Этапы Гран-при: Internationaux de France |               |               |               | 4             | WD            |
| Челленджер. Ice Challenge                | 5             |               |               |               |               |
| Челленджер. Nebelhorn Trophy             |               |               | 6             |               | 3             |
| Азиатские игры                           |               | 3             |               |               |               |
| Asian Trophy                             |               | 1             |               | 2             |               |
| Cup of Tyrol                             | 3             |               |               |               |               |
| Национальные                             |               |               |               |               |               |
| Чемпионаты КНДР                          |               | 1             | 1             | 1             |               |

| Соревнования    | 11/12        |
| Национальные    | Национальные |
| --------------- | ------------ |
| Чемпионаты КНДР | 5            |

| Соревнования                        | 12/13 | 13/14 |
| ----------------------------------- | ----- | ----- |
| Этапы юниорского Гран-при: Германия | 10    |       |
| Чемпионаты КНДР                     | 3     | 4     |